# Into the Labyrinth
Into the Labyrinth es el décimo octavo álbum de estudio de la banda británica de heavy metal Saxon, publicado en 2009 por SPV/Steamhammer Records. Fue grabado en 2008 durante ciertos tiempos libres de la gira The Inner Sanctum Tour y su primer sencillo «Live to Rock» salió a la venta el 17 de octubre del mismo año. En algunas de las ediciones especiales se incluyeron como pistas adicionales los temas «Live to Rock» en versión sencillo solo para el mercado japonés y la canción «Coming Home» perteneciente al disco Killing Ground en versión bottleneck.
En su primera semana en los Estados Unidos vendió 1000 copias y se posicionó en el puesto 29 en los Top Heatseekers, lista dedicada a antiguos artistas que nunca han tenido un disco dentro de los cien mejores en la lista Billboard 200.

## Lista de canciones
Todas las canciones escritas por Saxon.

| N.º | Título                                                            | Duración |  |
| 1.  | «Batallions of Steel»                                             | 6:34     |  |
| 2.  | «Live to Rock»                                                    | 5:30     |  |
| 3.  | «Demon Sweeney Todd»                                              | 3:51     |  |
| 4.  | «The Letter»                                                      | 0:42     |  |
| 5.  | «Valley of the King»                                              | 5:03     |  |
| 6.  | «Slow Lane Blues»                                                 | 4:08     |  |
| 7.  | «Crime of Passion»                                                | 4:04     |  |
| 8.  | «Premonition in D Minor»                                          | 0:40     |  |
| 9.  | «Voice»                                                           | 4:35     |  |
| 10. | «Protect Yourselves»                                              | 3:56     |  |
| 11. | «Hellcat»                                                         | 3:54     |  |
| 12. | «Come Rock of Ages (The Circle is Complete)»                      | 3:52     |  |
| 13. | «Coming Home» (Bottleneck version)                                | 3:12     |  |
| 14. | «Live to Rock» (versión sencillo - pista adicional solo en Japón) | 4:46     |  |

## Posicionamiento en listas musicales
| País           | Lista                | Posición |
| -------------- | -------------------- | -------- |
| Reino Unido    | UK Rock Albums Chart | 6        |
| Alemania       | Media Markt Charts   | 8        |
| Alemania       | Media Control Charts | 23       |
| Estados Unidos | Top Heatseekers      | 29       |
| Suecia         | Sverigetopplistan    | 33       |
| Austria        | Ö3 Austria Top 40    | 53       |
| Suiza          | Swiss Music Charts   | 61       |
| Países Bajos   | MegaCharts           | 83       |
| Francia        | French Albums Chart  | 87       |
| Reino Unido    | UK Albums Chart      | 119      |
| Japón          | Japan Albums Chart   | 232      |

## Miembros
- Biff Byford: voz
- Paul Quinn: guitarra eléctrica
- Doug Scarratt: guitarra eléctrica
- Nibbs Carter: bajo
- Nigel Glockler: batería

Músico invitado
- Matthias Ulmer: teclados